# 耶路撒冷法国山恐怖袭击事件

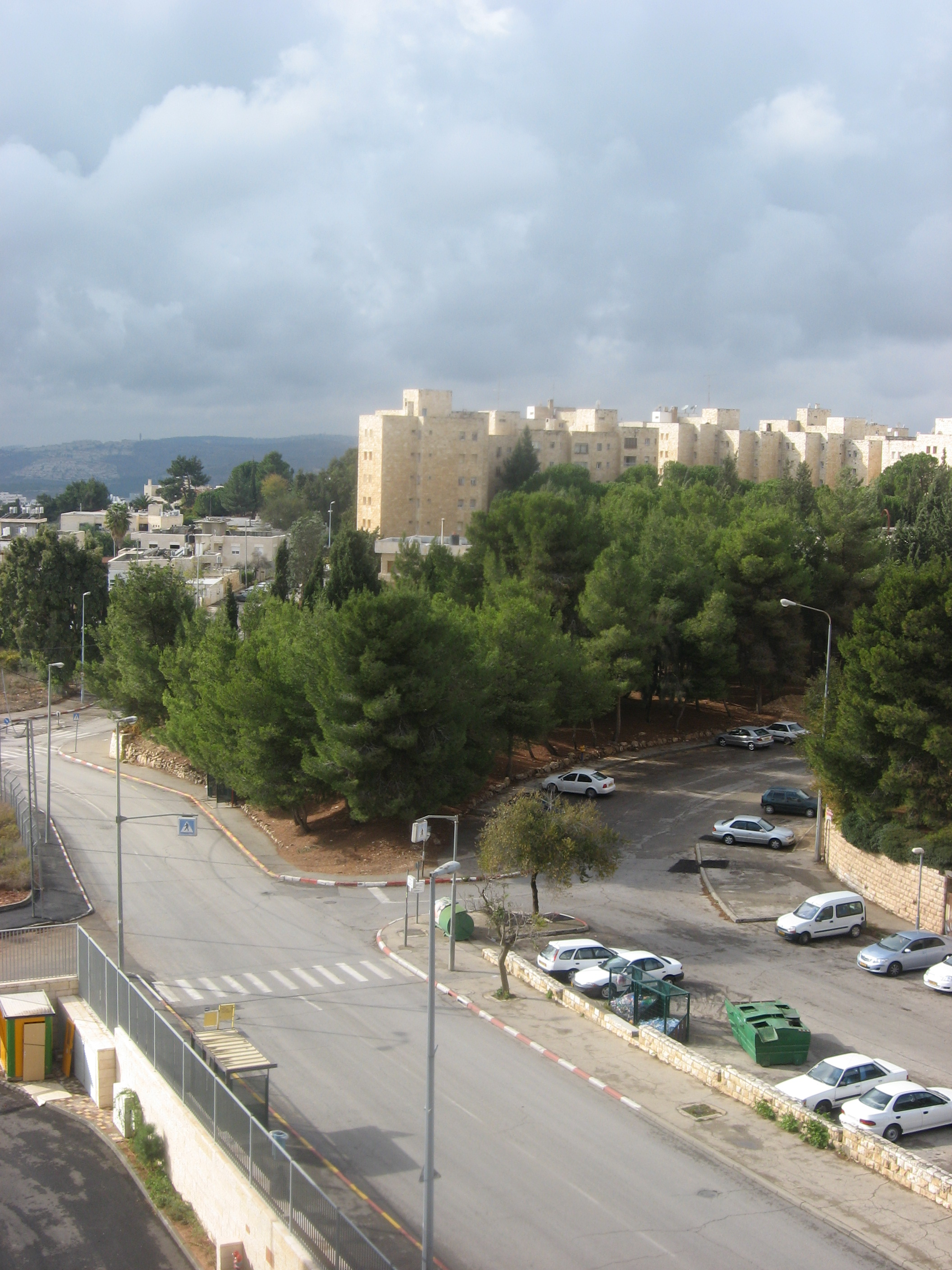
法国山（瞭望山）

法国山袭击事件指发生在耶路撒冷法国山附近的许多巴勒斯坦人针对以色列人的恐怖袭击事件。法国山属于以色列领土，是位于东耶路撒冷阿拉伯社区的一块犹太飞地，通往耶利哥和死海的公路经过这一区域，交通发达。这一经常发生恐怖袭击的地点被描述为一个“繁忙的大道，把法国山犹太社区和Shuafat阿拉伯社区分开，这里对于想要在耶路撒冷针对以色列人发动恐怖袭击的巴勒斯坦人来说，是最容易的地点。”

## 恐怖袭击事件目录
- 1992年9月22日,一名边境警察Avinoam Peretz在十字路口被杀死。哈马斯宣布对此事负责。
- 1993年7月,一辆汽车被哈马斯恐怖分子劫持，开车的妇女被杀死。
- 1996年2月26日,一辆汽车故意冲撞一群行人，一名来自Kiyat Ata的28岁的平民Flora Yehiel遇害。[2]
- 2001年3月27日,公交车上的28人在一个自杀式炸弹袭击中受伤。哈马斯声称对此事负责。[3]
- 梅尔Weisshaus 2001年9月15日,23日,耶路撒冷,在射击开枪打死了。[4]
- 2001年10月7日,一个平民,所罗门哈伊姆,是被谋杀的。
- 2001年11月4日,两个十几岁的居民遇难,45人受伤在冲锋枪的袭击巴勒斯坦恐怖分子。[5]
- 2002年3月17日,以色列的自杀式炸弹袭击公交车在法国山25人受伤。[6]
- 2002年6月19日,2002年法国希尔自杀式炸弹袭击,一名自杀式炸弹袭击者隶属于阿克萨烈士旅引爆了身上的炸弹在拥挤的巴士站。造成7人死亡,其中大部分是青少年和儿童。[7]
- 2003年5月18日,2003年法国希尔自杀式炸弹袭击,一名自杀式炸弹袭击者引爆了自己戴着的炸药带一辆公共汽车在法国山上结。7以色列人死亡,20人受伤。[8]
- 2004年3月19日,乔治•科埃利亚斯•扈利的儿子拜特汉,被射中射击。法塔赫阿克萨烈士旅,声称。
- 2004年9月22日,一名属于阿克萨烈士旅的18岁的女性自杀式炸弹袭击者在一个拥挤的公交车站炸死2人，炸伤33人。[9]